# イーグルカフェ
イーグルカフェとは日本の競走馬である。アメリカ合衆国で生産され、日本で調教を受けた外国産馬。2000年のNHKマイルカップ、2002年に中山競馬場で開催されたジャパンカップダートを制し、引退後は日本と韓国で種牡馬として供用された。齢は当時のもの（数え）に統一する。

## 現役時代
1999年のデビュー戦で1番人気に推されるも3着に敗れる。なお、同馬が1番人気になったのは全46戦の中でも、このデビュー戦が最初で最後である。
その後2戦目で勝ちあがり、明けて2000年になると共同通信杯4歳ステークス（GIII）を勝つ。しかし、当時はまだクラシック競走に外国産馬の出走枠が無く、その他の4歳外国産馬と同様に、マル外ダービーと呼ばれていたNHKマイルカップ路線を歩む。
前哨戦であるニュージーランドトロフィー4歳ステークス（GII）では4番人気で7着と敗れるが、続いて挑んだ本番NHKマイルカップ（GI）では2番人気と支持を集めレースに臨む。直線で前を行くトーヨーデヘアを大外から差し切り、ハナ差でGI制覇を成し遂げる。鞍上の岡部幸雄はNHKマイルカップ初制覇、調教師の小島太と馬主の西川清にとってはGI初制覇であった。その年の秋は天皇賞・秋（GI）でテイエムオペラオーの4着に入ったが、2400mのジャパンカップ（GI）では15着と大敗した。
その後は長い低迷が続き、2002年7月7日の七夕賞（GIII）までは、最高順位が2001年武蔵野ステークスの2着1回のみであった。その迎えた七夕賞では、スタートで出遅れず、折り合いもつき、直線で伸びて2年2ヶ月ぶりの勝利となった。
そして札幌記念8着、マンハッタンカフェの帯同馬として遠征したフランスでのドラール賞3着を挟んで迎えたジャパンカップダート（GI）では、人気となっていたアドマイヤドン、ゴールドアリュールを抑えての勝利をあげた。2002年は東京競馬場の改修に伴い、中山競馬場1800mのダートで行われた事と、鞍上にデットーリを迎えられた事を含め、多くの事に恵まれていたが、同馬はこれで中央競馬における芝・ダートのGIを制した事になった。その後、有馬記念に出走するが14頭立ての14着と最下位に沈んでいる。
以降は芝とダートのレースを2、3戦ごとに交互に出走することとなる。2003年のアンタレスステークスでは2着に入っている。2004年も現役を続け、11月のジャパンカップダート10着をもって引退した。2003年から2004年の間に14走しているが、前述の2003年アンタレスステークスの他は、連対を果たしていない。

## 競走成績
| 年月日     | 競馬場     | 競走名          | 格   | 頭数 | オッズ （人気） | オッズ （人気） | 着順 | 騎手         | 斤量 | 距離（馬場）  | タイム （上り3F） | タイム 差 | 勝ち馬/（2着馬）         |
| ---------- | ---------- | --------------- | ---- | ---- | --------------- | --------------- | ---- | ------------ | ---- | ------------- | ----------------- | --------- | ------------------------ |
| 1999.11.06 | 東京       | 3歳新馬         |      | 13   | 02.0            | （1人）         | 03着 | 蛯名正義     | 54   | ダ1200m（良） | 1:13.9（36.4）    | -0.2      | アイチェックユー         |
| 0000.11.28 | 東京       | 3歳新馬         |      | 10   | 02.8            | （2人）         | 02着 | 蛯名正義     | 54   | ダ1600m（良） | 1:40.5（36.7）    | -0.1      | マチカネハタジルシ       |
| 0000.12.11 | 中山       | 3歳未勝利       |      | 16   | 04.5            | 0（2人）        | 01着 | 田中勝春     | 54   | 芝1600m（良） | 1:36.7（35.8）    | -0.3      | （タイムオブウイン）     |
| 2000.01.16 | 中山       | 京成杯          | GIII | 13   | 21.3            | 0（9人）        | 02着 | 岡部幸雄     | 55   | 芝2000m（良） | 2:04.0（35.8）    | -0.0      | マイネルビンテージ       |
| 0000.02.06 | 東京       | 共同通信杯4歳S  | GIII | 11   | 06.2            | 0（4人）        | 01着 | 岡部幸雄     | 55   | 芝1800m（良） | 1:49.7（34.9）    | -0.0      | （ジーティーボス）       |
| 0000.04.08 | 中山       | NZT4歳S         | GII  | 15   | 07.4            | 0（4人）        | 07着 | 岡部幸雄     | 56   | 芝1600m（良） | 1:35.2（35.7）    | -0.8      | エイシンプレストン       |
| 0000.05.07 | 東京       | NHKマイルC      | GI   | 18   | 04.3            | 0（2人）        | 01着 | 岡部幸雄     | 57   | 芝1600m（良） | 1:33.5（35.0）    | -0.0      | （トーヨーデヘア）       |
| 0000.06.04 | 東京       | 安田記念        | GI   | 18   | 09.8            | 0（7人）        | 13着 | 岡部幸雄     | 54   | 芝1600m（良） | 1:34.8（34.8）    | -0.9      | フェアリーキングプローン |
| 0000.10.08 | 東京       | 毎日王冠        | GII  | 11   | 12.4            | 0（6人）        | 04着 | 田中勝春     | 57   | 芝1800m（良） | 1:46.4（34.5）    | -0.3      | トゥナンテ               |
| 0000.10.29 | 東京       | 天皇賞（秋）    | GI   | 16   | 22.7            | 0（6人）        | 04着 | 岡部幸雄     | 56   | 芝2000m（重） | 2:00.5（35.6）    | -0.6      | テイエムオペラオー       |
| 0000.11.26 | 東京       | ジャパンC       | GI   | 16   | 49.2            | （11人）        | 15着 | 田中勝春     | 55   | 芝2400m（良） | 2:28.4（37.6）    | -2.3      | テイエムオペラオー       |
| 2001.01.29 | 東京       | 根岸S           | GIII | 13   | 12.3            | 0（6人）        | 10着 | 蛯名正義     | 58   | ダ1400m（不） | 1:23.4（36.6）    | -1.3      | ノボトゥルー             |
| 0000.02.18 | 東京       | フェブラリーS   | GI   | 16   | 29.3            | 0（8人）        | 08着 | 田中勝春     | 57   | ダ1600m（良） | 1:36.3（35.7）    | -0.7      | ノボトゥルー             |
| 0000.03.24 | UAE        | ドバイDF        | G2   | 15   |                 | （14人）        | 09着 | 武豊         | 57   | 芝1777m（良） | 1:49.1（00.0）    | -1.3      | JIM AND TONIC            |
| 0000.06.10 | 東京       | エプソムC       | GIII | 18   | 07.1            | 0（3人）        | 08着 | 田中勝春     | 57   | 芝1800m（良） | 1:45.8（34.9）    | -0.7      | アドマイヤカイザー       |
| 0000.07.22 | 函館       | 函館記念        | GIII | 16   | 11.6            | 0（6人）        | 09着 | 上村洋行     | 57   | 芝2000m（良） | 2:03.5（37.6）    | -1.1      | ロードプラチナム         |
| 0000.09.09 | 中山       | 京成杯AH        | GIII | 11   | 08.2            | 0（3人）        | 03着 | 田中勝春     | 57   | 芝1600m（良） | 1:32.3（34.6）    | -0.8      | ゼンノエルシド           |
| 0000.10.07 | 東京       | 毎日王冠        | GII  | 12   | 13.2            | 0（8人）        | 05着 | 田中勝春     | 59   | 芝1800m（良） | 1:45.5（34.5）    | -0.2      | エイシンプレストン       |
| 0000.10.27 | 東京       | 武蔵野S         | GIII | 15   | 12.5            | 0（5人）        | 02着 | 田中勝春     | 59   | ダ1600m（良） | 1:34.7（35.9）    | -1.4      | クロフネ                 |
| 0000.11.18 | 京都       | マイルCS        | GI   | 18   | 23.4            | 0（9人）        | 10着 | 田中勝春     | 57   | 芝1600m（良） | 1:33.8（33.8）    | -0.6      | ゼンノエルシド           |
| 2002.01.05 | 東京       | 中山金杯        | GIII | 15   | 05.8            | 0（2人）        | 05着 | 田中勝春     | 57   | 芝2000m（良） | 1:59.2（34.7）    | -0.2      | ビッグゴールド           |
| 0000.01.27 | 東京       | 東京新聞杯      | GIII | 12   | 06.9            | 0（4人）        | 04着 | 蛯名正義     | 59   | 芝1600m（不） | 1:38.0（36.1）    | -0.3      | アドマイヤコジーン       |
| 0000.02.17 | 東京       | フェブラリーS   | GI   | 16   | 13.0            | 0（7人）        | 14着 | 田中勝春     | 57   | ダ1600m（良） | 1:36.9（36.4）    | -1.8      | アグネスデジタル         |
| 0000.03.24 | 中山       | マーチS         | GIII | 16   | 06.9            | 0（3人）        | 07着 | 岡部幸雄     | 57   | ダ1800m（良） | 1:52.0（37.6）    | -0.7      | マンボツイスト           |
| 0000.04.13 | 阪神       | マイラーズC     | GII  | 14   | 08.8            | 0（5人）        | 04着 | M.デムーロ   | 57   | 芝1600m（良） | 1:33.2（35.9）    | -0.6      | ミレニアムバイオ         |
| 0000.05.12 | 東京       | 京王杯SC        | GII  | 18   | 32.6            | （13人）        | 10着 | 郷原洋司     | 59   | 芝1400m（良） | 1:21.1（34.2）    | -0.8      | ゴッドオブチャンス       |
| 0000.06.02 | 東京       | 安田記念        | GI   | 18   | 47.4            | （14人）        | 06着 | 田中勝春     | 58   | 芝1600m（良） | 1:33.7（35.2）    | -0.4      | アドマイヤコジーン       |
| 0000.07.07 | 福島       | 七夕賞          | GIII | 14   | 06.9            | 0（3人）        | 01着 | 田中勝春     | 57   | 芝2000m（良） | 1:59.2（36.2）    | -0.2      | （ロードクロノス）       |
| 0000.08.18 | 札幌       | 札幌記念        | GII  | 14   | 09.6            | 0（5人）        | 08着 | 田中勝春     | 57   | 芝2000m（良） | 2:00.2（34.6）    | -0.7      | テイエムオーシャン       |
| 0000.10.05 | ロンシャン | ドラール賞      | G2   | 11   |                 | 0（5人）        | 03着 | 田中勝春     | 57   | 芝1950m（良） | 2:00.2（00.0）    | -0.7      | Dano-Mast                |
| 0000.11.23 | 中山       | ジャパンCダート | GI   | 18   | 20.8            | 0（5人）        | 01着 | L.デットーリ | 57   | ダ1800m（良） | 1:52.2（38.3）    | -0.2      | （リージェントブラフ）   |
| 0000.12.22 | 中山       | 有馬記念        | GI   | 14   | 29.3            | 0（9人）        | 14着 | 田中勝春     | 57   | 芝2500m（良） | 2:34.9（36.7）    | -2.3      | シンボリクリスエス       |
| 2003.02.23 | 中山       | フェブラリーS   | GI   | 16   | 8.8             | 0（4人）        | 03着 | M.デムーロ   | 57   | ダ1800m（稍） | 1:51.5（38.5）    | -0.6      | ゴールドアリュール       |
| 0000.04.27 | 京都       | アンタレスS     | GIII | 16   | 10.2            | 0（4人）        | 02着 | 田中勝春     | 59   | ダ1800m（稍） | 1:51.0（37.3）    | -1.3      | ゴールドアリュール       |
| 0000.06.08 | 東京       | 安田記念        | GI   | 18   | 26.1            | （10人）        | 04着 | D.オリヴァー | 58   | 芝1600m（良） | 1:32.2（33.6）    | -0.1      | アグネスデジタル         |
| 0000.06.29 | 阪神       | 宝塚記念        | GI   | 17   | 87.2            | （12人）        | 14着 | 吉田稔       | 58   | 芝2200m（良） | 2:13.7（37.4）    | -1.7      | ヒシミラクル             |
| 0000.09.06 | 札幌       | エルムS         | GIII | 13   | 04.0            | 0（2人）        | 10着 | 藤田伸二     | 59   | ダ1700m（良） | 1:46.7（39.0）    | -2.9      | アドマイヤドン           |
| 0000.10.13 | 盛岡       | マイルCS南部杯  | GI   | 14   |                 | 0（4人）        | 04着 | 藤田伸二     | 57   | ダ1600m（不） | 1:36.4（00.0）    | -1.0      | アドマイヤドン           |
| 0000.11.02 | 東京       | 天皇賞（秋）    | GI   | 18   | 52.2            | （13人）        | 09着 | 田中勝春     | 58   | 芝2000m（良） | 1:59.0（34.5）    | -1.0      | シンボリクリスエス       |
| 0000.11.23 | 京都       | マイルCS        | GI   | 18   | 41.9            | （13人）        | 06着 | 藤田伸二     | 57   | 芝1600m（良） | 1:33.8（34.4）    | -0.5      | デュランダル             |
| 2004.01.05 | 京都       | 京都金杯        | GIII | 16   | 19.1            | 0（8人）        | 12着 | 藤田伸二     | 59   | 芝1600m（良） | 1:34.0（35.3）    | -0.7      | マイソールサウンド       |
| 0000.02.22 | 東京       | フェブラリーS   | GI   | 16   | 28.0            | 0（8人）        | 07着 | 岡部幸雄     | 57   | ダ1600m（良） | 1:37.3（36.2）    | -0.5      | アドマイヤドン           |
| 0000.04.25 | 京都       | アンタレスS     | GIII | 13   | 18.2            | 0（5人）        | 08着 | 赤木高太郎   | 59   | ダ1800m（良） | 1:52.8（38.0）    | -1.3      | タイムパラドックス       |
| 0000.06.06 | 東京       | 安田記念        | GI   | 18   | 50.0            | （13人）        | 06着 | 蛯名正義     | 58   | 芝1600m（稍） | 1:33.0（34.2）    | -0.4      | ツルマルボーイ           |
| 0000.10.23 | 東京       | 富士S           | GIII | 14   | 18.3            | 0（7人）        | 13着 | 五十嵐冬樹   | 58   | 芝1600m（良） | 1:34.3（35.1）    | -1.1      | アドマイヤマックス       |
| 0000.11.28 | 東京       | ジャパンCダート | GI   | 16   | 57.2            | （10人）        | 10着 | 田中勝春     | 57   | ダ2100m（良） | 2:11.5（39.3）    | -2.8      | タイムパラドックス       |

## 種牡馬
2005年春より北海道日高町のブリーダーズスタリオンステーションで種牡馬となった。芝・ダートでのGI勝ちの実績の割に安価な種付け料と、Gulchの後継種牡馬として人気となり、初年度から128頭の交配相手に恵まれており、その後74頭が血統登録された。2006年度の種付け料は受胎確認後30万円、産駒誕生後50万円。
2007年、10月18日にビッグレッドファームに移動となった。
2008年、初年度産駒が競走馬デビューし、6月26日に旭川競馬場で行われたフレッシュチャレンジをアメージングユーが制して産駒が初勝利を挙げた。
しかし、初年度以降は産駒数が落ち込んでおり、産駒から目立った活躍馬も現れていない。2011年の種付けシーズン終了後、マイネルセレクトとともに韓国へ輸出されたが、繁殖成績は振るわず、2016年9月30日に疝痛を発症し死亡した。

### おもな産駒
- 2007年産
  - キョウエイトリガー（ローレル賞）[3]
  - ハヤテカムイオー（兼六園ジュニアカップ）[4]
- 2008年産
  - ニシノイーグル（園田金盃、新春賞2回）[5]
  - イーグルカザン（赤松杯、すずらん賞、白嶺賞）[6]
- 2009年産
  - ケイズイーグル（土佐秋月賞）[7]
- 2010年産
  - アメイジア（クラウンカップ、東京湾カップ）[8]

## 血統表
| イーグルカフェの血統（ミスタープロスペクター系／Raise a Native 3×5=15.63% Native Dancer 4×5=9.38%） | イーグルカフェの血統（ミスタープロスペクター系／Raise a Native 3×5=15.63% Native Dancer 4×5=9.38%） | イーグルカフェの血統（ミスタープロスペクター系／Raise a Native 3×5=15.63% Native Dancer 4×5=9.38%） | （血統表の出典）                    | （血統表の出典） |
| 父系                                                                                                | ミスタープロスペクター系                                                                            | ミスタープロスペクター系                                                                            | ミスタープロスペクター系            | [ § 2 ]          |
| 父 Gulch 1984 鹿毛                                                                                  | 父の父Mr. Prospector 1970 鹿毛                                                                      | Raise a Native                                                                                      | Native Dancer                       | Native Dancer    |
| 父 Gulch 1984 鹿毛                                                                                  | 父の父Mr. Prospector 1970 鹿毛                                                                      | Raise a Native                                                                                      | Raise You                           |                  |
| 父 Gulch 1984 鹿毛                                                                                  | 父の父Mr. Prospector 1970 鹿毛                                                                      | Gold Digger                                                                                         | Nashua                              | Nashua           |
| 父 Gulch 1984 鹿毛                                                                                  | 父の父Mr. Prospector 1970 鹿毛                                                                      | Gold Digger                                                                                         | Sequence                            |                  |
| 父 Gulch 1984 鹿毛                                                                                  | 父の母Jameela 1976 黒鹿毛                                                                           | Rambunctious                                                                                        | Rasper                              | Rasper           |
| 父 Gulch 1984 鹿毛                                                                                  | 父の母Jameela 1976 黒鹿毛                                                                           | Rambunctious                                                                                        | Danae                               |                  |
| 父 Gulch 1984 鹿毛                                                                                  | 父の母Jameela 1976 黒鹿毛                                                                           | Asbury Mary                                                                                         | Seven Corners                       | Seven Corners    |
| 父 Gulch 1984 鹿毛                                                                                  | 父の母Jameela 1976 黒鹿毛                                                                           | Asbury Mary                                                                                         | Snow Flyer                          |                  |
| 母 Net Dancer 1989 鹿毛                                                                             | 母の父Nureyev 1977 鹿毛                                                                             | Northern Dancer                                                                                     | Nearctic                            | Nearctic         |
| 母 Net Dancer 1989 鹿毛                                                                             | 母の父Nureyev 1977 鹿毛                                                                             | Northern Dancer                                                                                     | Natalma                             |                  |
| 母 Net Dancer 1989 鹿毛                                                                             | 母の父Nureyev 1977 鹿毛                                                                             | Special                                                                                             | Forli                               | Forli            |
| 母 Net Dancer 1989 鹿毛                                                                             | 母の父Nureyev 1977 鹿毛                                                                             | Special                                                                                             | Thong                               |                  |
| 母 Net Dancer 1989 鹿毛                                                                             | 母の母Doubles Partner 1984 鹿毛                                                                     | Damascus                                                                                            | Sword Dancer                        | Sword Dancer     |
| 母 Net Dancer 1989 鹿毛                                                                             | 母の母Doubles Partner 1984 鹿毛                                                                     | Damascus                                                                                            | Kerala                              |                  |
| 母 Net Dancer 1989 鹿毛                                                                             | 母の母Doubles Partner 1984 鹿毛                                                                     | Fabuleux Jane                                                                                       | Le Fabuleux                         | Le Fabuleux      |
| 母 Net Dancer 1989 鹿毛                                                                             | 母の母Doubles Partner 1984 鹿毛                                                                     | Fabuleux Jane                                                                                       | Native Partner F-No.7               |                  |
| 母系(F-No.)                                                                                         | 7号族(FN:7)                                                                                         | 7号族(FN:7)                                                                                         | 7号族(FN:7)                         | [ § 3 ]          |
| 5代内の近親交配                                                                                     | Raise a Native3×5、Native Dancer4×5                                                                 | Raise a Native3×5、Native Dancer4×5                                                                 | Raise a Native3×5、Native Dancer4×5 | [ § 4 ]          |
| 出典                                                                                                | 1. 2. 3. 4.                                                                                         | 1. 2. 3. 4.                                                                                         | 1. 2. 3. 4.                         | 1. 2. 3. 4.      |

- 祖母Doubles Partnerの仔・ゼンノドラゴンは種牡馬。
- 曾祖母Fabuleux Janeの孫にアラジがいる。